# Lucinda Creighton

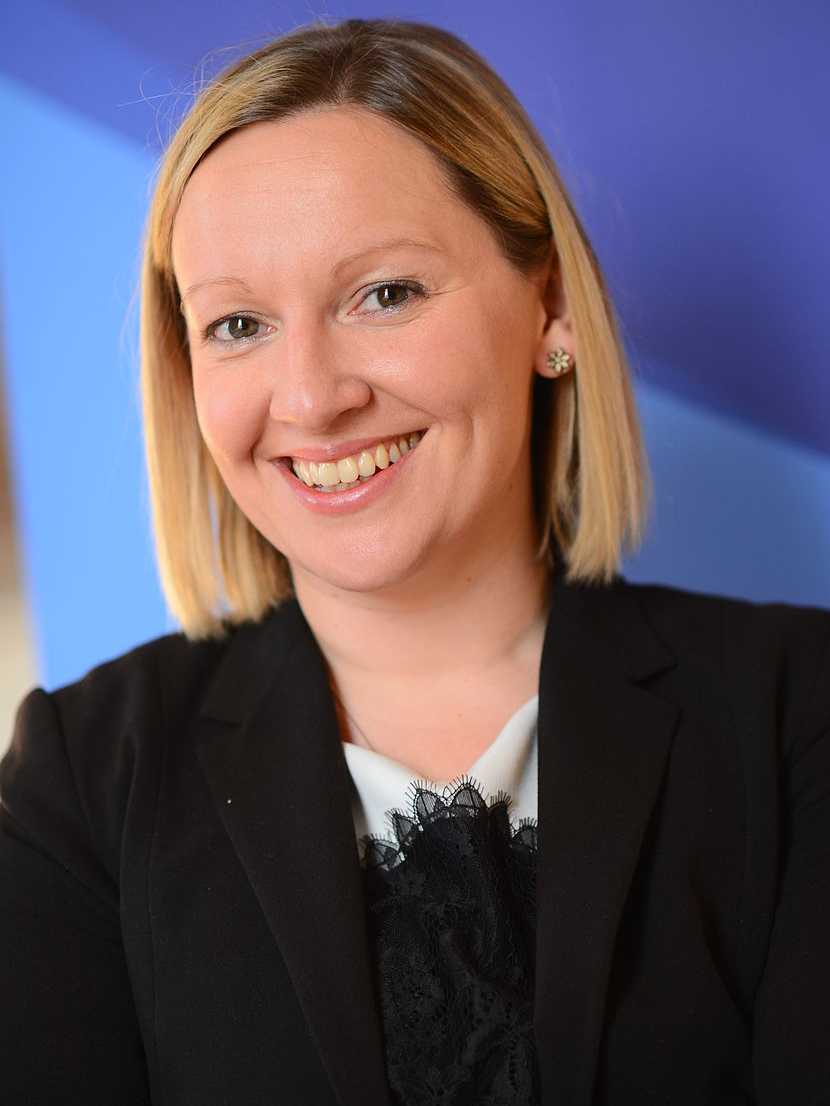
Lucinda Creighton

Lucinda Creighton (irisch Lucinda Nic Críocháin; * 20. Januar 1980 in Claremorris, County Mayo, Irland) ist eine irische Politikerin, zunächst der Fine Gael, dann Renua Ireland.

## Leben und Familie
Creighton wuchs im County Mayo als Tochter eines Buchmachers und einer Lehrerin auf. Sie studierte Rechtswissenschaften am Trinity College Dublin. Dort erwarb sie einen Bachelor of Laws. Während ihres Studiums war sie bereits Mitglied der Jugendorganisation der Fine Gael. 2003 wurde sie attorney-at-law im US-Bundesstaat New York, 2005 wurde sie zur Rechtsanwaltschaft in Irland zugelassen. Sie heiratete 2011 den Politiker Paul Bradford, mit dem sie drei Kinder hat.

## Politik
2004 wurde sie in den Dublin County Council gewählt. Bei den Wahlen zum Dáil Éireann 2007 gelang ihr der Einzug in den Dáil Éireann für den Wahlkreis Dublin South-East. Die Wahlen 2011 konnte sie ebenfalls für sich entscheiden. Am 10. März 2011 wurde sie Staatsministerin für Europaangelegenheit beim Taoiseach und im Außenministerium. Als sie gegen die Parteimeinung beim Abtreibungsschutzgesetz 2013 (Protection of Life During Pregnancy Act 2013) stimmte, wurde sie am 11. Juli 2013 aus der Partei geworfen. Sie trat dann noch am gleichen Tag von ihrem Amt als Staatsministerin zurück. Im März 2015 gründete sie die Reformallianz (Renua). Als sie zu den Wahlen 2016 antrat, verlor die Partei alle bisherigen Mandate und damit auch Creighton.
2015 gründete Creighton die Vulcan Consulting, eine Politikberatungsfirma.